# بید اسکاولر
بید اسکاولر (نام علمی: Salix scouleriana) نام یک گونه از سرده بید است.